# Jan Raczkowski (generał)

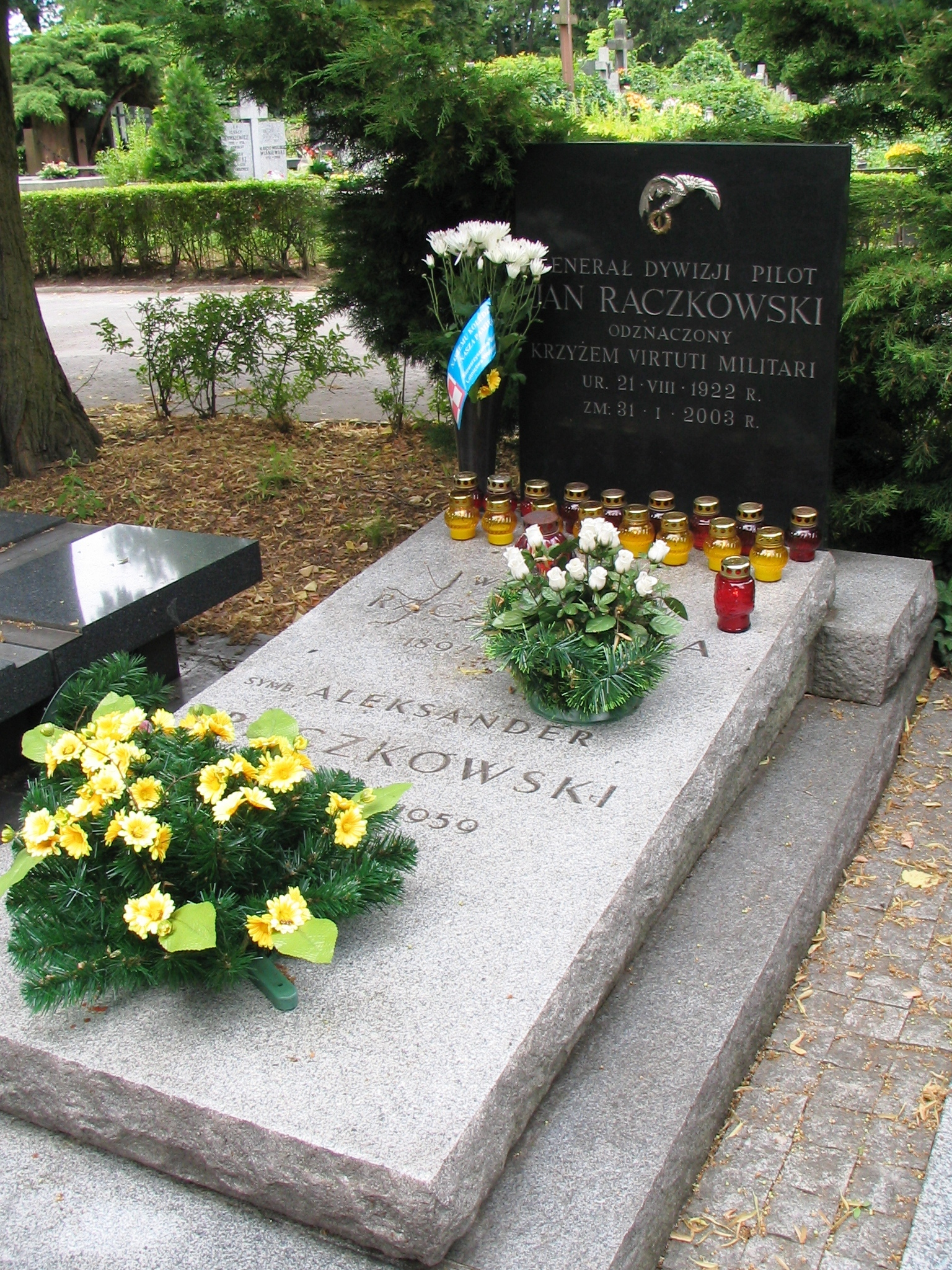
Grób Jana Raczkowskiego na cmentarzu Wojskowym na Powązkach

Jan Raczkowski (ur. 22 sierpnia 1922 w Zajezierzu w gminie Łań, zm. 31 stycznia 2003 w Warszawie) – polski dowódca wojskowy, generał dywizji pilot Wojska Polskiego, dowódca Lotnictwa Operacyjnego (1957–1963), Główny Inspektor Lotnictwa (1963–1967), dowódca Wojsk Lotniczych (1967–1972), poseł na Sejm PRL V kadencji (1969–1972), wiceminister komunikacji (1972–1982), konsul generalny PRL w Mińsku w ZSRR (1982–1987), wiceprzewodniczący Zarządu Głównego Towarzystwa Przyjaźni Polsko-Radzieckiej (1974–1983).

## Życiorys
Urodził się w Zajezierzu w gminie Łań, powiat Nieśwież, na terytorium obecnej Białorusi, które po wybuchu II wojny światowej zostało wcielone do Związku Radzieckiego. Uczył się w szkole powszechnej w Nieświeżu, a następnie w Państwowym Gimnazjum Ogólnym w tej miejscowości. Po zajęciu wschodnich obszarów Polski przez Armię Czerwoną kontynuował naukę w sowieckiej szkole 10-letniej. W latach 1942–1944 służył w partyzantce radzieckiej na Zachodniej Białorusi, jako dowódca drużyny zwiadu Oddziału „Żukow”, a następnie dowódca zwiadu Oddziału „Szczors” Brygady im. Czapajewa. Nosił pseudonim „Orłow”. Ukończył także partyzancką szkołę podoficerską i otrzymał stopień kaprala. Był dwukrotnie lekko ranny. Od czerwca do grudnia 1944 służył w 193 Dywizji Piechoty Armii Czerwonej jako dowódca plutonu zwiadu jednego z pułków w stopniu plutonowego. W październiku 1944 został ranny nad Narwią. 15 grudnia 1944 wstąpił do ludowego Wojska Polskiego, wcielony przez Rejonową Komendę Uzupełnień w Lublinie.
Został skierowany do Wojskowej Szkoły Lotniczej w Zamościu, która wkrótce została przemianowana na Oficerską Szkołę Lotniczą w Dęblinie. Szkołę ukończył w listopadzie 1945 i został awansowany do stopniu podporucznika. W latach 1946–1947 ukończył kurs dowódców pułków przy Oficerskiej Szkole Lotniczej. Po ukończeniu kursu został pomocnikiem do spraw pilotażu dowódcy, a grudniu 1948 powierzono mu pełnienie obowiązków dowódcy 6 Pułku Lotnictwa Szturmowego. W marcu 1949 został dowódcą 5 Pułku Lotnictwa Szturmowego w Bydgoszczy. W styczniu 1952 został pomocnikiem dowódcy do spraw pilotażu, a w sierpniu 1952 został p.o. dowódcy, a we wrześniu 1952 dowódcą 8 Dywizji Lotnictwa Szturmowego, którą dowodził do 1955 w stopniu podpułkownika. Od lipca 1955 do października 1956 ukończył Wyższy Kurs Akademicki w Wojskowej Akademii Lotniczej w Monino w ZSRR. Po powrocie z ZSRR zajmował kluczowe stanowiska w lotnictwie: w październiku 1956 został zastępcą dowódcy Wojsk Lotniczych i Obrony Przeciwlotniczej Obszaru Kraju do spraw wyszkolenia bojwego, a w grudniu 1956 dowódcą 3 Korpusu Lotnictwa Mieszanego w Poznaniu, stanowiącego podstawę Lotnictwa Operacyjnego.
Od lipca 1957 do listopada 1963 był dowódcą Lotnictwa Operacyjnego. 22 lipca 1957 na mocy Zarządzenia Prezydium Rady Ministrów został (w wieku 35 lat) generałem brygady. Był wówczas najmłodszym generałem w polskim lotnictwie. Był również dopiero trzecim, po Michale Jakubiku i Janie Frey-Bieleckim Polakiem, który otrzymał ten stopień w korpusie osobowym lotnictwa. W 1961 ukończył eksternistycznie studia w Akademii Sztabu Generalnego WP im. gen broni Karola Świerczewskiego. W listopadzie 1963, po usunięciu z wojska gen. dyw. pil. Jana Freya-Bieleckiego, był Głównym Inspektorem Lotnictwa. Po połączeniu Lotnictwa Operacyjnego i Głównego Inspektoratu Lotnictwa (w sierpniu 1967) i utworzeniu w Poznaniu Dowództwa Wojsk Lotniczych jako odrębnego rodzaju Sił Zbrojnych został dowódcą Wojsk Lotniczych. Funkcję tę sprawował do marca 1972. 1 października 1963 na mocy uchwały Rady Państwa PRL został awansowany do stopnia generała dywizji. Nominację wręczył mu w Belwederze przewodniczący Rady Państwa Aleksander Zawadzki. Był współorganizatorem wielkich parad lotniczych w latach 1964 (defilada 20-lecia PRL), 1966 (defilada 1000-lecia) oraz 1969 (defilada 25-lecia PRL).
Posiadał tytuł pilota wojskowego pierwszej klasy. Latał na samolotach Po-2, UT-2, Jak-7, Ił-2, Ił-10. Dowodził głównie jednostkami lotnictwa przeznaczonego do działań na froncie.
W latach 1943–1944 był członkiem Wszechzwiązkowej Komunistycznej Partii (bolszewików), od 1944 – Polskiej Partii Robotniczej, a od 1948 – Polskiej Zjednoczonej Partii Robotniczej. W latach 1964–1975 był zastępcą członka Komitetu Centralnego PZPR. W latach 1969–1972 był posłem na Sejm PRL V kadencji. W latach 1974–1983 był wiceprzewodniczącym Zarządu Głównego Towarzystwa Przyjaźni Polsko-Radzieckiej. Od 1969 członek Zarządu Głównego ZBoWiD, od 1974 wiceprezes Zarządu Głównego tej organizacji kombatanckiej.
Po przekazaniu obowiązków dowódcy Wojsk Lotniczych gen. bryg. pil. Henrykowi Michałowskiemu w marcu 1972, został urlopowany z wojska w związku z objęciem funkcji w administracji państwowej. Przez 10 lat był podsekretarzem stanu w Ministerstwie Komunikacji nadzorującym lotnictwo cywilne (od marca 1972 do października 1982), a następnie Konsulem Generalnym PRL w Mińsku w ZSRR (od listopada 1982 do stycznia 1987). Po powrocie do kraju w styczniu 1987 pełnił społecznie funkcję przewodniczącego Komisji Braterstwa Broni Zarządu Głównego TPPR, a w 1989 wszedł w skład prezydium ZG TPPR. 23 grudnia 1987 został oficjalnie pożegnany przez ministra obrony narodowej gen. armii Floriana Siwickiego w związku z przekroczeniem granicy 65. roku życia i zakończeniem zawodowej służby wojskowej. Na mocy rozkazu MON z 22 października 1987 został przeniesiony w stan spoczynku z dniem 30 marca 1988.
W stanie spoczynku działał w Stowarzyszeniu Seniorów Lotnictwa Wojskowego, Warszawskim Klubie Seniorów Lotnictwa, Klubie Generałów Wojska Polskiego, Związku Kombatantów Rzeczypospolitej Polskiej i Byłych Więźniów Politycznych.
Pochowany 7 lutego 2003 na Cmentarzu Wojskowym na Powązkach w Warszawie (kwatera A35-1-3). Mowy pogrzebowe wygłosili: szef sztabu Wojsk Lotniczych i Obrony Powietrznej gen. bryg. Mieczysław Kaczmarek oraz były dowódca Wojsk Lotniczych i Obrony Powietrznej gen. broni. pil. Jerzy Gotowała.

## Awanse
W trakcie wieloletniej służby w ludowym Wojsku Polskim otrzymywał awanse na kolejne stopnie wojskowe:
- podporucznik − 1945
- porucznik − 1946
- kapitan − 1947
- major − 1948
- podpułkownik − 1951
- pułkownik − 1955
- generał brygady − 1957
- generał dywizji − 1963

## Wybrane ordery i odznaczenia
- Krzyż Srebrny Orderu Wojennego Virtuti Militari – 1946[5]
- Krzyż Komandorski z Gwiazdą Orderu Odrodzenia Polski – 1977
- Krzyż Komandorski Orderu Odrodzenia Polski – 1972
- Krzyż Oficerski Orderu Odrodzenia Polski – 1958
- Order Sztandaru Pracy I klasy – 1964[6] i 1968
- Krzyż Walecznych – 1946[7]
- Krzyż Partyzancki – 1946
- Złoty Krzyż Zasługi – 1954
- Medal 10-lecia Polski Ludowej
- Medal 30-lecia Polski Ludowej
- Medal 40-lecia Polski Ludowej
- Medal Zwycięstwa i Wolności 1945
- Złoty Medal „Siły Zbrojne w Służbie Ojczyzny”
- Srebrny Medal „Siły Zbrojne w Służbie Ojczyzny”
- Brązowy Medal „Siły Zbrojne w Służbie Ojczyzny”
- Złoty Medal „Za zasługi dla obronności kraju”
- Srebrny Medal „Za zasługi dla obronności kraju”
- Brązowy Medal „Za zasługi dla obronności kraju”
- Medal „Za udział w walkach o Berlin” – 1970
- Złota Odznaka „Za Zasługi dla Obrony Cywilnej”
- Złoty Medal „Za Zasługi dla Ligi Obrony Kraju”
- Tytuł Honorowy i Odznaka „Zasłużony Pilot Wojskowy PRL”
- Odznaka 1000-lecia Państwa Polskiego
- Honorowa Odznaka 30-lecia PPR (1972)[8]
- Odznaka „Zasłużony Działacz Lotnictwa Sportowego”
- Odznaka „Za Zasługi dla ZBoWiD”
- Złota Odznaka Honorowa Towarzystwa Przyjaźni Polsko-Radzieckiej – 1964[9]
- Medal „Zasłużony Działacz Towarzystwa Przyjaźni Polsko-Radzieckiej” – 1989
- Złota Odznaka Kół Młodzieży Wojskowej
- Pamiątkowa odznaka XX-lecia Oficerskiej Szkoły Lotniczej – 1965
- Odznaka Honorowa Gryfa Pomorskiego – 1970[10]
- Złota odznaka „Za pracę społeczną dla miasta Krakowa” – 1968[11]
- Medal „50-lecia lotnictwa sportowego w Polsce” – 1969[12]
- Medal „Za długoletnią, ofiarną służbę” (nadany przez ministra obrony narodowej, 1987)
- Order Lenina (Związek Radziecki, 1968)
- Order Wojny Ojczyźnianej I klasy (Związek Radziecki)
- Medal „Za umacnianie braterstwa broni” (Związek Radziecki)
- Medal „Za zwycięstwo nad Niemcami w Wielkiej Wojnie Ojczyźnianej 1941–1945” (Związek Radziecki, 1945)
- Medal jubileuszowy „Dwudziestolecia zwycięstwa w Wielkiej Wojnie Ojczyźnianej 1941–1945” (Związek Radziecki)
- Odznaka „25-lecia Zwycięstwa w Wielkiej Wojnie Ojczyźnianej 1941–1945” (ZSRR, 1970)[13]
- Medal jubileuszowy „Trzydziestolecia zwycięstwa w Wielkiej Wojnie Ojczyźnianej 1941–1945” (Związek Radziecki, 1975)[14]
- Medal jubileuszowy „Czterdziestolecia zwycięstwa w Wielkiej Wojnie Ojczyźnianej 1941–1945” (Związek Radziecki, 1985)
- Medal jubileuszowy „50-lecia zwycięstwa w Wielkiej Wojnie Ojczyźnianej 1941–1945” (Rosja)
- Medal jubileuszowy „50 lat Sił Zbrojnych ZSRR” (Związek Radziecki, 1968)[15]
- Medal jubileuszowy „60 lat Sił Zbrojnych ZSRR” (Związek Radziecki)
- Medal jubileuszowy „70 lat Sił Zbrojnych ZSRR” (Związek Radziecki, 1988)
- Wielki Oficer Orderu Infanta Henryka (1976)[16]
- Złoty Medal „Virtutea Ostaseasca” (Rumunia, 1971)
- Medal „Za umacnianie Przyjaźni Sił Zbrojnych” II stopnia (Czechosłowacja, 1970)

## Życie prywatne
Syn Aleksandra (robotnika rolnego w majątku Radziwiłłów w Nieświeżu) i Weroniki. Po wojnie jego rodzina została przesiedlona do wsi Jeżyczki w powiecie Sławno. Mieszkał w Warszawie. Od 1946 był żonaty z Krystyną z domu Rzewuską (1925–2016). Miał dwoje dzieci.